# Soledad Bravo

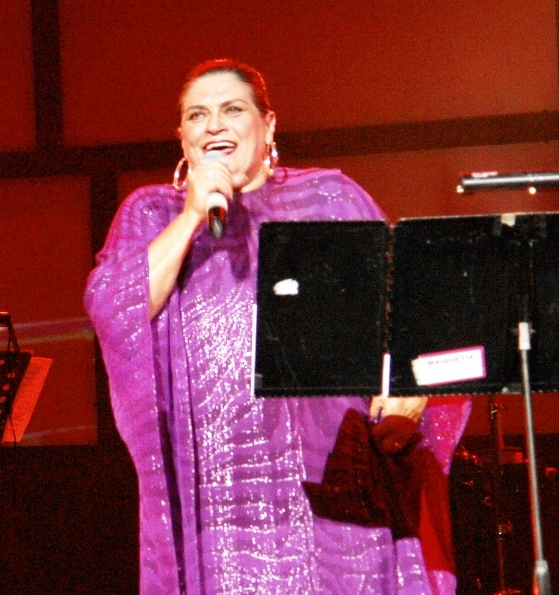
Soledad Bravo

Soledad Bravo (* 1. Januar 1943 in Logroño, Spanien) ist eine bedeutende lateinamerikanische Sängerin.
Im Alter von sieben Jahren kam sie nach Venezuela, wohin ihre Eltern aus politischen Gründen emigrierten. An der Universidad Central de Venezuela studierte sie Architektur. Dort wurde sie von der Journalistin Sofía Ímber entdeckt. Ihr Repertoire ist von ihrer revolutionären Gesinnung geprägt. Bekannt ist unter anderem ihre Interpretation des Liedes hasta siempre, comandante, das der kubanische Komponist Carlos Puebla im Gedenken an Che Guevara komponierte.